# Lophuromys stanleyi
Lophuromys stanleyi — вид родини мишеві.

## Морфологія

### Опис
Це нещодавно описаний вид групи flavopunctatus. Це один з чотирьох видів Lophuromys, що зустрічаються в горах Рувензорі, інші два види є: L. woosnami (більший, хвіст відносно довший, приблизно 100 % від дгт; спинна шерсть не плямиста); L. ansorgei (більший; спинна шерсть не плямиста); і L. laticeps (можна відрізнити тільки по багатовимірному аналізі черепних особливостей, але живе при більш низьких висотах. L. dudui менший (дзс <21 мм) і живе в низинних лісових місцях нижче 1000 м.

### Морфометрія
Вага 36—55 (в середньому 45.9) мм, довжина голови й тіла (дгт) 113—126 (118.5) мм, довжина хвоста 40—80 (68.3) мм, довжина задньої ступні (дзс) 22—24 (23) мм, довжина вух 16—19 (18.2) мм.

## Поширення
Цей вид є ендеміком гір Рувензорі, в східній частині ДРК і західній Уганді.